# Sonya Levien

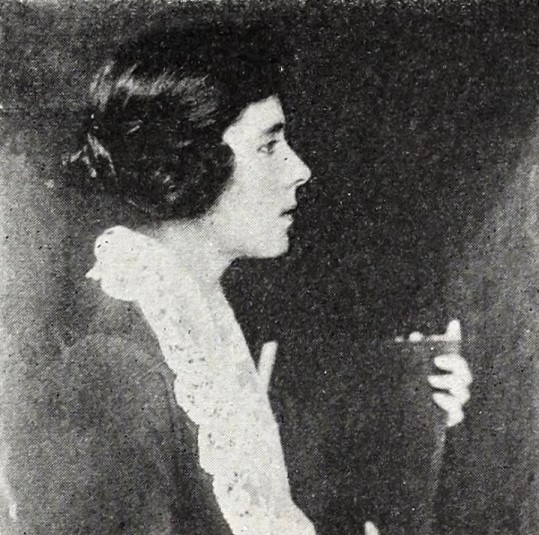
Sonya Levien (1925) – US-amerikanische Drehbuchautorin

Sonya Levien, geborene Sara Opeskin (* 13. Dezemberjul. / 25. Dezember 1895greg. bei Moskau; † 19. März 1960 in Los Angeles) war eine US-amerikanische Drehbuchautorin russischer Herkunft.

## Leben
Als Sara Opeskin geboren, kam sie als Kleinkind in die USA. Dort nahmen ihre Eltern den Nachnamen Levien an und benannten sie in Sonya um. Sie studierte Jura und war als Anwältin tätig. 1917 heiratete sie Carl Hovey. Schon bald wandte sie sich aber dem Journalismus zu und verfasste auch Bühnenstücke. Ab den 1920er Jahren wurde sie auch als Drehbuchautorin engagiert. Es entstanden Filme ganz unterschiedlicher Genres. Bekannt wurde sie vor allem als Co-Autorin für die Klassiker „Der Glöckner von Notre Dame“ und „Quo vadis?“. Den Oscar für das beste Originaldrehbuch erhielt sie im Jahr 1956 für „Unterbrochene Melodie“.

## Filmografie (Auswahl)
Drehbuch
- 1928: Die neue Heimat (A Ship Comes In)
- 1929: Das siebte Gebot (Lucky Star)
- 1929: Junge Generation (The Younger Generation)
- 1933: Jahrmarktsrummel (State Fair)
- 1933: Berkeley Square
- 1934: Weiße Parade (The White Parade)
- 1938: Vier Mann – ein Schwur (Four Men and a Prayer)
- 1938: Mein Mann, der Cowboy (The Cowboy and the Lady)
- 1938: Entführt (Kidnapped)
- 1939: Der Glöckner von Notre Dame (The Hunchback of Notre Dame)
- 1939: Trommeln am Mohawk (Drums Along the Mohawk)
- 1941: Mädchen im Rampenlicht (Ziegfeld Girl)
- 1945: Die Entscheidung (The Valley of Decision)
- 1945: Jahrmarkt der Liebe (State Fair)
- 1945: Rhapsodie in Blau (Rhapsody in Blue) (Drehbuchvorlage)
- 1946: Das Vermächtnis (The Green Years)
- 1947: Liebe in Fesseln (Cass Timberlane)
- 1948: Drei kleine Biester (Three daring daughters)
- 1951: Der große Caruso (The Great Caruso)
- 1951: Quo vadis
- 1952: Die lustige Witwe (The Merry Widow)
- 1954: Alt Heidelberg (The Student Prince)
- 1954: In Frisco vor Anker (Hit the deck)
- 1954: Unterbrochene Melodie (Interrupted melody)
- 1955: Oklahoma
- 1956: Knotenpunkt Bhowani (Bhowani Junction)
- 1957: Ein Herzschlag bis zur Ewigkeit (Jeanne Eagels)

Literarische Vorlage
- 1935: Paddy O’Day